# Estación Rufino de Elizalde
Rufino de Elizalde es una estación ferroviaria de la ciudad de La Plata, capital de la Provincia de Buenos Aires, Argentina.

## Historia
La estación fue construida por el por la compañía estatal Ferrocarril Oeste de Buenos Aires, como parte del ramal que vinculaba Tolosa con Magdalena. En 1890 las instalaciones del Oeste en la zona de la ciudad de La Plata fueron adquiridas por el Ferrocarril del Sud (entonces Buenos Aires Great Southern Railway), de capitales británicos. Al nacionalizarse los ferrocarriles en 1946 y reorganizarse los servicios, pasó a integrar la red del Ferrocarril General Roca. Está ubicada en la calle 30 y 79, conectaba a la ciudad de La Plata con Pipinas, Magdalena y Lezama. Fue clausurada por la dictadura militar en 1979, con el cierre de los ramales.

### Toponimia
Su nombre se debe a Rufino de Elizalde (Buenos Aires, agosto de 1822 – íd, marzo de 1887), político y diplomático argentino, ministro de relaciones exteriores de los presidentes Bartolomé Mitre y Nicolás Avellaneda.